# Listă de autori de thriller

## Lista autorilor de literaturăthrillersau desuspense
Cuprins: Început - 0–9 A B C D E F G H I J K L M N O P Q R S T U V W X Y Z

## A
- George Arion

## B
- Desmond Bagley
- David Baldacci
- Dale Brown
- John Buchan

## C
- Brian Callison
- Victor Canning
- Lee Child
- Tom Clancy
- Manning Coles
- Robin Cook
- Stephen Coonts
- Desmond Cory
- Linda Crockett
- Clive Cussler

## D
- Jack DuBrul

## E
- Janet Evanovich

## F
- Ian Fleming
- Ken Follett
- Frederick Forsyth

## G
- John Gardner
- Tess Gerritsen
- Michael Gilbert
- Sue Grafton
- Andrew Greeley
- W.E.B. Griffin
- John Grisham

## H
- Donald Hamilton
- John Harris
- Robert Harris
- Jack Higgins
- Raelynn Hillhouse
- Geoffrey Household
- Stephen Hunter
- Christopher Hyde
- Bogdan Hrib [1]

## I
- Hammond Innes

## J
- Geoffrey Jenkins

## K
- Dean R. Koontz
- Jack King

## L
- John Lescroart
- Robert Ludlum
- Gavin Lyall
- Gayle Lynds

## M
- Alistair MacLean
- Brad Meltzer
- James Munro
- H. C. McNeile (Sapper)

## N
- Ingrid Noll

## O
- Perri O'Shaughnessy
- Manning O'Brine

## P
- James Patterson
- Richard North Patterson
- Ridley Pearson
- Hayford Peirce
- Don Pendleton

## Q
- A. J. Quinnell

## R
- Matthew Reilly

## S
- Lawrence Sanders
- John Sandford
- John Saul
- Dorothy L. Sayers
- Desmond Skirrow

## T
- Scott Turow

## Ț
- Stelian Țurlea

## W
- Edgar Wallace, (1875-1932)
- Stephen White